# 1991 en rugby à XV
Cette page présente les faits marquants de l'année 1991 en rugby à XV : les principales compétitions et évènements liés au rugby à XV et rugby à sept ainsi que les naissances et décès de grandes personnalités de ces sports.

## Principales compétitions
- Currie Cup (du ? juillet au ? octobre 1991)
- Championnat d'Angleterre (du ? septembre 1990 au ? mai 1991)
- Championnat de France (du ? 1990 au 1er juin 1991)
- Coupe d'Angleterre (du ? 1990 au ? 1991)
- Coupe du monde féminine de rugby à XV 1991 (en avril)
- Coupe du monde masculine (du 3 octobre au 2 novembre 1991)
- Tournoi des Cinq Nations (du 19 janvier au 16 mars 1991)

## Événements

### Mars
- 16 mars : l’Angleterre signe un Grand Chelem dans le Tournoi.

### Avril
- Du 6 avril au 14 avril, se tient au pays de Galles la première Coupe du monde féminine de rugby à XV. Douze sélections nationales disputent le titre au cours de 22 matches.

### Mai
- ? mai : les Espagnols du CD Arquitectura remportent la quinzième édition de la Coupe Ibérique en battant les Portugais du CDU Lisboa sur le score de 25 à 16.

### Juin
- 1er juin : le CA Bègles devient champion de France en battant le Stade toulousain en finale sur le score de 19 à 10[1].

- Le 8 juin, le RC Narbonne remporte son 9e et dernier Challenge Yves du Manoir après sa victoire sur le CA Bègles 13-12 à Béziers.

### Novembre
- 2 novembre : l'équipe d'Australie gagne la Coupe du monde.

## Principales naissances
- 12 février : le demi de mêlée du Stade toulousain Jean-Marc Doussain naît à Toulouse.